# Luci d'Alexandria
Luci d'Alexandria (grec antic: Λούκιος; llatí: Lucius) va ser un bisbe o patriarca arià d'Alexandria.
A la mort de l'emperador Constanci II l'any 361, el patriarca d'Alexandria, Jordi de Capadòcia, va morir assassinat i els arrians van ser expulsats de les seves seus. Amagats en territoris on eren majoria van escollir Luci com a patriarca alexandrí. Quan va morir Julià l'Apòstata, Luci va començar les gestions amb Jovià per ser establert a la seu en lloc d'Atanasi, però l'emperador no se'l va escoltar i el va r4ebutjar amb menyspreu.
Quan l'arrià Valent es va convertir en emperador d'Orient ho van tornar a provar però l'emperador no va permetre el seu retorn en vida d'Atanasi, i llavors va ser nomenat bisbe de Samòsata, on es va trobar amb l'oposició ferotge dels ortodoxos; va reaccionar utilitzant les tropes imperials. A la mort d'Atanasi l'any 373 que havia deixat com a successor a Pere, que va ser ordenat, Valent va enviar a Luci a Alexandria juntament amb Euzois, patriarca arrià d'Antioquia, amb ordres que fos restablert com a patriarca.
Es va deposar Pere i es va nomenar Luci, que va començar una dura persecució contra els seus enemics, especialment entre el clergat als que Luci acusava de causar disturbis. Pere va anar a Roma on va obtenir el suport del papa Damas I que el va reenviar a Alexandria amb una carta confirmant la seva elevació, i allà va ser restablert com a patriarca. Luci va fugir a Constantinoble potser l'any 377 o el 378 i Valent va morir poc després.
No se sap si va tornar a ser nomenat patriarca però si realment ho va ser, va durar molt poc temps. Sota Teodosi es creu que va dirigir les esglésies arrianes a Alexandria. Es va retirar de Constantinoble quan va ser expulsat el patriarca Demòfil l'any 380, i ja no torna a ser esmentat.
Segons Jeroni va escriure Solemnes de Paschate Epistolae, i alguns petits llibres (libelli); a les actes del concili del Laterà de l'any 649 consta un extracte del seu Εἰς τὸ πάσχα λόγος, Sermo in Pascha que podria ser part de Solemnes de Paschate Epistolae. Fabricius l'inclou a la Bibliotheca Graeca.